# Airplay (album)
Pour les articles homonymes, voir Airplay.
Albums de Point Blank
Second Season
(1977) The Hard Way
(1980)
Airplay est le troisième album studio du groupe de rock sudiste Point Blank. Il est sorti en 1979.

## Titres
| No | Titre                 | Durée |
| -- | --------------------- | ----- |
| 1. | Mean To Your Queenie  | 4:41  |
| 2. | Two Time Loser        | 3:52  |
| 3. | Shine On              | 3:00  |
| 4. | Penthouse Pauper      | 5:32  |
| 5. | Danger Zone           | 4:41  |
| 6. | Louisiana Leg         | 3:45  |
| 7. | Takin' It Easy        | 4:37  |
| 8. | Thunder and Lightning | 3:11  |
| 9. | Changed My Mind       | 5:58  |